# Raitajärvi
Raitajärvi is een dorp binnen de Zweedse gemeente Övertorneå. In 1997 had het 9 inwoners. Het dorp ligt aan het gelijknamige meer en aan een afslag van de Riksväg 98.